# Roswitha Beier
Roswitha Beier (Riesa, 22 dicembre 1956) è un'ex nuotatrice tedesca orientale.

## Carriera
Fortemente specializzata nella farfalla, annovera nel proprio palmarès due medaglie d'argento ai Giochi Olimpici, vinte entrambe all'edizione di Monaco di Baviera 1972.

## Palmarès
- Giochi olimpici estivi

Monaco di Baviera 1972: argento nei 400m farfalla nella 4x100m misti.
- Mondiali

Belgrado 1973: argento nei 200m farfalla.